# Lily Gladstone

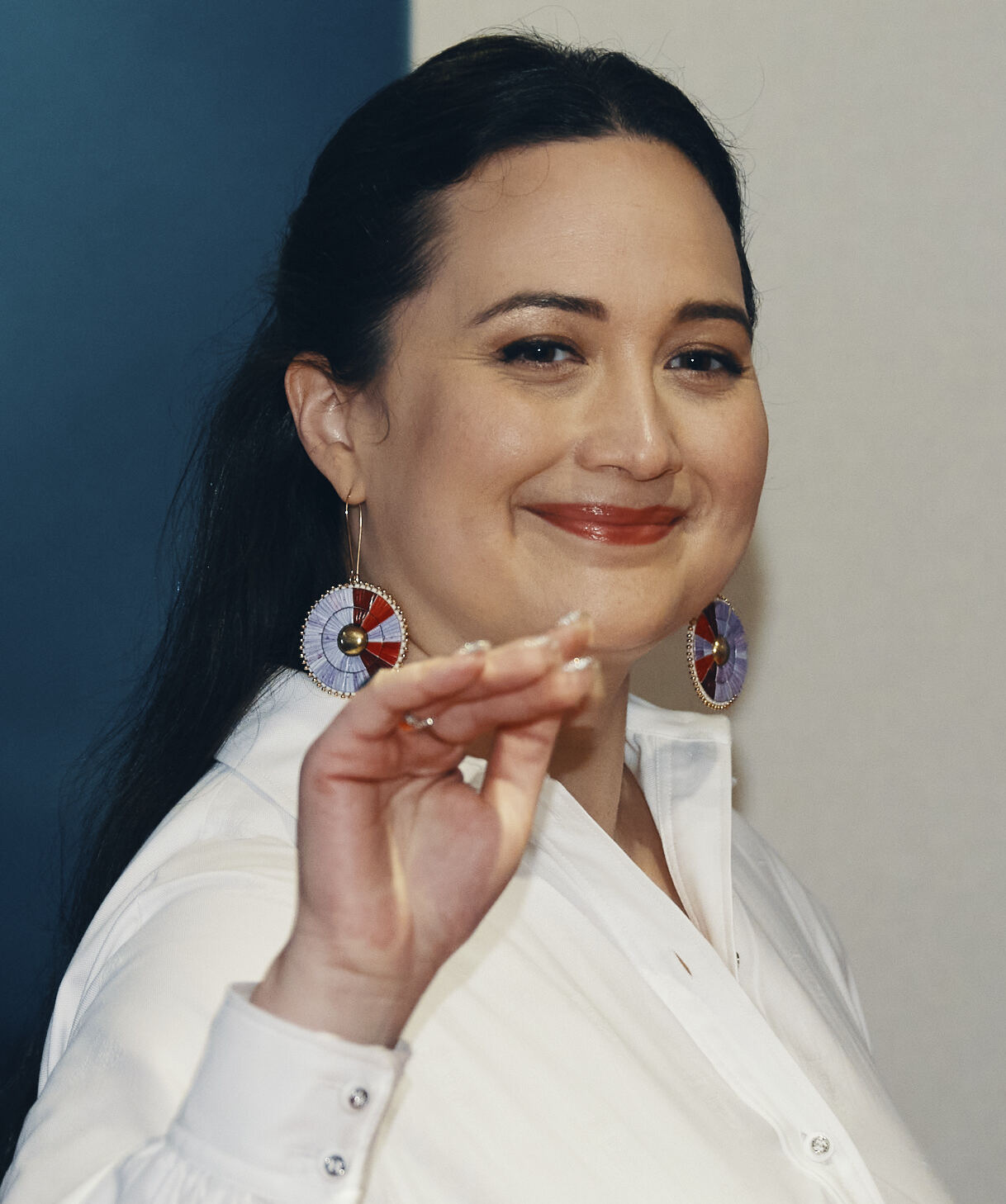
Lily Gladstone (2024)

Lily Gladstone (* 2. August 1986 in Kalispell, Montana) ist eine US-amerikanische Schauspielerin. Für ihre Hauptrolle in Martin Scorseses Spielfilm Killers of the Flower Moon (2023) gewann sie einen Golden Globe Award und wurde für den Oscar nominiert.

## Leben und Karriere
Lily Gladstone wurde 1986 in Kalispell im Nordwesten des Bundesstaats Montana geboren und wuchs in der Blackfeet Reservation in Browning auf. Sie hat indigene Wurzeln, die in den Völkern der Piegan Blackfeet und Nez Percé liegen, sowie europäische Wurzeln. Laut einem Interview mit der New York Times fühlte sich Gladstone nicht nur wegen ihrer gemischten ethnischen Herkunft als "zwischendrin" angesiedelt, sondern auch wegen ihrer Geschlechtsidentität, die sie als "etwa wie mittel-geschlechtlich" einstuft.
Ihr Vater studierte in den 1970er Jahren an der University of Washington und arbeitete dann als Fernsehjournalist. Ihre Mutter war eine entfernte Cousine des britischen Premierministers William Ewart Gladstone. Bis zu ihrem 13. Lebensjahr lebte sie in Montana und zog anschließend nach Seattle. Nach dem High-School-Abschluss dort besuchte sie die University of Montana – Missoula, die sie 2008 mit dem Bachelor of Fine Arts in Theater abschloss und zudem einen weiteren Abschluss im Fach Native American Studies erwarb. Anschließend stand sie landesweit auf den Theaterbühnen der USA. In ihrer Heimatstadt Seattle wurde sie von 2009 bis 2013 Teil der Living Voices, eines Lehrtheaters, sowie eines Jugendtheaters für indigene Amerikaner, das Red Eagle Soaring.
Eine ihrer ersten Filmrollen hatte Gladstone 2013 in dem französischen Spielfilm Jimmy P. – Psychotherapie eines Indianers, in dem unter anderem Benicio del Toro und Mathieu Amalric auftraten, der in und um ihre Heimatstadt im Blackfoot-Reservat gedreht wurde. Sie setzt sich für ein stereotypbefreites Rollenangebot für Darsteller, die Nachfahren amerikanischer Ureinwohner sind, ein. Gesammelte Erfahrungen von Castings, wonach die Besetzungsabteilungen wenig Wissen über die Realität und die Vielfalt der amerikanischen Ureinwohner hätten, bewogen Gladstone einst, dem Schauspiel komplett den Rücken zuzuwenden. Dennoch sieht sie die Situation für Schauspieler mit indianischen Wurzeln als inzwischen gebessert an.
2016 wurde Gladstone als Jamie für den Film Certain Women der Regisseurin Kelly Reichardt besetzt. Der Film wurde ebenfalls in Montana gedreht. Für ihre Darstellung in dem Film wurde sie unter anderem mit dem Boston Society of Film Critics Award und dem Los Angeles Film Critics Association Award ausgezeichnet. Darüber hinaus wurde sie auch für den Independent Spirit Award nominiert.
2017 wurde Gladstone in der Rolle der Lila im Abenteuerfilm Walking Out besetzt. 2019 hatte sie eine Nebenrolle im Filmdrama First Cow. Von 2019 bis 2020 spielte sie als Roxanne eine kleine Rolle in der Serie Billions. 2023 hatte Erica Tremblays Filmdrama Fancy Dance Weltpremiere, in dem Gladstone die Hauptrolle übernahm. Im selben Jahr spielte sie in Martin Scorseses Film Killers of the Flower Moon neben Leonardo DiCaprio und Robert De Niro eine der Hauptrollen als Mollie Burkhart. 2024 erhielt sie dafür als erste indigene Person einen Golden Globe und wurde für den Oscar nominiert.
Ebenfalls 2024 wurde Gladstone beim 77. Filmfestival von Cannes als Jurymitglied des Hauptwettbewerbs ausgewählt. Im Sommer wurde sie Mitglied der Academy of Motion Picture Arts and Sciences.

## Filmografie (Auswahl)
- 2012: Universal VIP (Kurzfilm)
- 2013: Jimmy P. – Psychotherapie eines Indianers (Jimmy P. – Psychotherapy of a Plains Indian)
- 2013: Winter in the Blood
- 2015: Subterranea
- 2016: Certain Women
- 2017: Walking Out
- 2017: Buster's Mal Heart
- 2017: Scalped (Kurzfilm)
- 2017–2020: Room 104 (Fernsehserie, 2 Episoden)
- 2019: First Cow
- 2019–2023: Billions (Fernsehserie, 6 Episoden)
- 2020: Day by Day (Fernsehserie, Episode 1x08)
- 2020: Freeland
- 2020: Two Eyes
- 2021: Tuca & Bertie (Fernsehserie, Episode 2x01, Stimme)
- 2022: The Unknown Country (auch Drehbuch)
- 2022: The Last Manhunt
- 2022: Quantum Cowboys
- 2022–2023: Reservation Dogs (Fernsehserie, 2 Folgen)
- 2023: Fancy Dance
- 2023: Killers of the Flower Moon
- 2024: Under the Bridge (Miniserie)
- 2024: Jazzy
- 2025: The Wedding Banquet

## Auszeichnungen
AACTA International Award
- 2024: Nominierung als beste Hauptdarstellerin für Killers of the Flower Moon

Golden Globe Award
- 2024: Beste Hauptdarstellerin – Drama für Killers of the Flower Moon

Gotham Award
- 2016: Nominierung als breakthrough Actor für Certain Women
- 2023: Beste Hauptrolle für The Unknown Country

Independent Spirit Award
- 2016: Nominierung als beste Nebendarstellerin für Certain Women
- 2023: Nominierung für den John Cassavetes Award für The Unknown Country

Los Angeles Film Critics Association
- 2016: Beste Nebendarstellerin für Certain Women

National Board of Review
- 2023: Beste Hauptdarstellerin für Killers of the Flower Moon[11]

New York Film Critics Circle Award
- 2023: Beste Hauptdarstellerin für Killers of the Flower Moon[12]

Oscar
- 2024: Nominierung als beste Hauptdarstellerin für Killers of the Flower Moon

Satellite Award
- 2023: Nominierung als beste Hauptdarstellerin – Drama für Killers of the Flower Moon[13]

Screen Actors Guild Award
- 2024: Beste Hauptdarstellerin für Killers of the Flower Moon
- 2024: Nominierung für das beste Schauspielensemble für Killers of the Flower Moon
- 2025: Nominierung als beste Darstellerin in einem Fernsehfilm oder Miniserie für Under the Bridge